# Nocny patrol (serial telewizyjny)
Nocny patrol (ang. Baywatch Nights) – amerykański serial przygodowy realizowany w latach 1995–1997. Jest to spin-off popularnego serialu Słoneczny patrol. W Polsce był emitowany przez Polsat.

## Obsada
- David Hasselhoff jako Mitch Buchannon
- Gregory Alan Williams jako Garner Ellerbee (seria I)
- Angie Harmon jako Ryan McBride
- Eddie Cibrian jako Griff Walker
- Lisa Stahl jako Destiny Desimone (seria I)
- Lou Rawls jako Lou Raymond (seria I)
- Donna D’Errico jako Donna Marko (seria II)
- Dorian Gregory jako Diamont Teague (seria II)

### Gwiazdy zeSłonecznego patrolu
- Billy Warlock jako Eddie Kramer
- Yasmine Bleeth jako Caroline Holden
- Alexandra Paul jako Stephanie Holden